# Jacob Christian Carl Baumann
Jacob Christian Carl Baumann (* 27. Juni 1800 in Melsungen; † 29. Mai 1880 ebenda) war ein deutscher Bürgermeister und Mitglied der Kurhessischen Ständeversammlung.

## Leben
Baumann wurde als Sohn des Amtsvogts Johann Christian Baumann und dessen Ehefrau Sophie Ernestine Dieffenbach geboren.
In seinem Heimatort Melsungen übernahm er 1835 das Amt des Bürgermeisters, gewählt von den Konservativen.
In den Jahren von 1852 bis 1854 hatte er ein Mandat für die zweite Kammer des 14. Kurhessischen Landtags. Von 1853 bis 1854 war er deren Vizepräsident.